# On the beach (album van Neil Young)
On the beach is het vijfde studioalbum van de Canadese singer-songwriter Neil Young. Het werd in 1974 door Reprise Records voor het eerst uitgebracht. Het werd pas in augustus 2003 op cd uitgegeven, als onderdeel van de Neil Young Archives. On the beach vormt samen met Tonight's the night en het livealbum Time fades away de zogenoemde Ditch Trilogy, een drietal albums die Young schreef in een nogal sombere periode van zijn leven.

## Achtergrond
Hoewel On the beach later werd opgenomen dan Tonight's the night, werd het een jaar eerder uitgegeven. Na het succes van het opgewekte countryrockalbum Harvest uit 1972 weigerde het platenlabel Reprise Records aanvankelijk om het "sombere en ruige" album Tonight's the night uit te geven. 
In de tussentijd nam Young On the beach op. In een recensie door het muziekblad Rolling Stone werd het album destijds betiteld als "een van de meest wanhopige albums van het decennium". Later merkte William Ruhlmann in een recensie voor AllMusic op dat uit de muziek niet zozeer wanhoop blijkt, maar dat Young hier juist "afscheid van nam en zich er niet door liet overweldigen".

## Tracklist
| Nr. | Titel                     | Duur |
| --- | ------------------------- | ---- |
| 1.  | Walk on                   | 2:42 |
| 2.  | See the sky about to rain | 5:02 |
| 3.  | Revolution blues          | 4:03 |
| 4.  | For the turnstiles        | 3:15 |
| 5.  | Vampire blues             | 4:14 |

| 6.                 | On the beach    | 6:59 |
| 7.                 | Motion pictures | 4:23 |
| 8.                 | Ambulance blues | 8:56 |
| Totale duur: 39:40 |                 |      |

## Bezetting
- Neil Young - gitaar (1, 3, 5, 6, 7 en 8), zang, Wurlitzerpiano (2), banjo (4), mondharmonica (7 en 8)
- Ben Keith - slidegitaar (1), zang (1 en 4), steelgitaar (2), dobro (4), Wurlitzerpiano (3), elektronisch orgel (5), percussie (6), basgitaar (7 en 8)
- Tim Drummond - basgitaar (2, 5 en 6), percussie (5)
- Ralph Molina - drums (1, 5 en 6), zang (1), percussie (7 en 8)
- Billy Talbot - basgitaar (1)
- Levon Helm - drums (2 en 3)
- Rick Danko - basgitaar (3)
- Graham Nash - Wurlitzerpiano (6)
- David Crosby - gitaar (3)
- George Whitsell - gitaar (5)
- Rusty Kershaw - slidegitaar (7), fiddle (8)

Ben Keith en Tim Drummond (van de Stray Gators) hebben eerder gespeeld op de albums Harvest en Time fades away. Ralph Molina en Bily Talbot (van de band Crazy Horse) hebben eerder gespeeld op Everybody knows this is nowhere en After the gold rush. David Crosby en Graham Nash hebben meegespeeld op Harvest en Time fades away.
Levon Helm en Rick Danko (die deel uitmaakten van The Band) spelen voor het eerst mee op een album van Neil Young. Ook George Whitsell (voormalige gitarist van Crazy Horse) en countrymuzikant Rusty Kershaw hebben nog niet eerder gespeeld op een album van Neil Young.  

## Album
Neil Young heeft dit album geproduceerd samen met drie verschillende producers. David Briggs heeft voor dit album de nummers Walk on en For the turnstiles geproduceerd. Hij heeft eerder met Neil Young gewerkt als (gedeeltelijk) producer van de albums Neil Young, Everybody knows this is nowhere en After the gold rush. Mark Harman produceerde voor dit  album See the sky about to rain, Revolution blues en Vampire blues. Hij heeft ook gewerkt met  Poco, The Band, Loudon Wainwright III en diverse anderen. Al Schmitt heeft voor dit album de nummers On the beach,  Motion pictures en Ambulance blues geproduceerd. Hij werkte ook met o.a. Duane Eddy, Sam Cook, Jefferson Airplane en Jackson Browne.
Op de albumhoes staat Neil Young eenzaam op het strand, uitkijkend over de zee. Hij is gekleed in een geel jasje en een witte broek. Naast hem staat een geel/witte ligstoel. Op de voorgrond staat een tafeltje met twee stoelen en een parasol. Alles in geel, wit en oranje. Op de achterzijde van de hoes staat een plant in een bloempot, ook op het strand. De hoes is ontworpen door Gary Burden. De notities op de hoes zijn geschreven door Rusty Kershaw en de foto’s zijn gemaakt door Bob Seidemann. 
Het album haalde  #16 in de  Verenigde Staten en #14 in Groot-Brittannië. De plaat stond in 1974 veertien weken in de Nederlandse albumlijst van Radio Veronica met nummer 8 als hoogste notering. Toen het album in 2003 nogmaals werd uitgebracht, stond het nog acht weken in de Belgische hitlijsten, met nummer 17 als hoogste notering.